# Sa-Nur
Sa-Nur (em hebraico:  שָׂא נוּר, lit. Flame Carrier) era um assentamento de colonos judeus na região histórica de Samaria, norte da Cisjordânia, evacuado durante a retirada dos assentamentos israelenses dos territórios palestinos, executada no governo de Ariel Sharon.
Antes de ser demolida, habitavam em Sa-nur 3 famílias. Em setembro de 2005, seus 105 habitantes foram retirados pelas Forças de Defesa de Israel e suas casas foram demolidas. A demolição de Sa-Nur e Homesh marcou o fim da parte central do plano de retirada. A única edificação remanescente, uma sinagoga, foi soterrada, para evitar que fosse profanada pelos palestinos. 
Desde a demolição, grupos religiosos sionistas fizeram tentativas de retornar a Sa-nur e reconstruir o assentamento. A principal tentativa ocorreu em 8 de maio de 2008.